# Grand Prix d'ouverture La Marseillaise 2012
La 33e édition du Grand Prix d'ouverture La Marseillaise s'est déroulée le dimanche 29 janvier 2012. Il s'agit de la première épreuve de la Coupe de France de cyclisme sur route 2012. L'épreuve a été remportée au sprint par le Français Samuel Dumoulin devant l'Italien Marco Marcato et le Français Arthur Vichot.

## Présentation

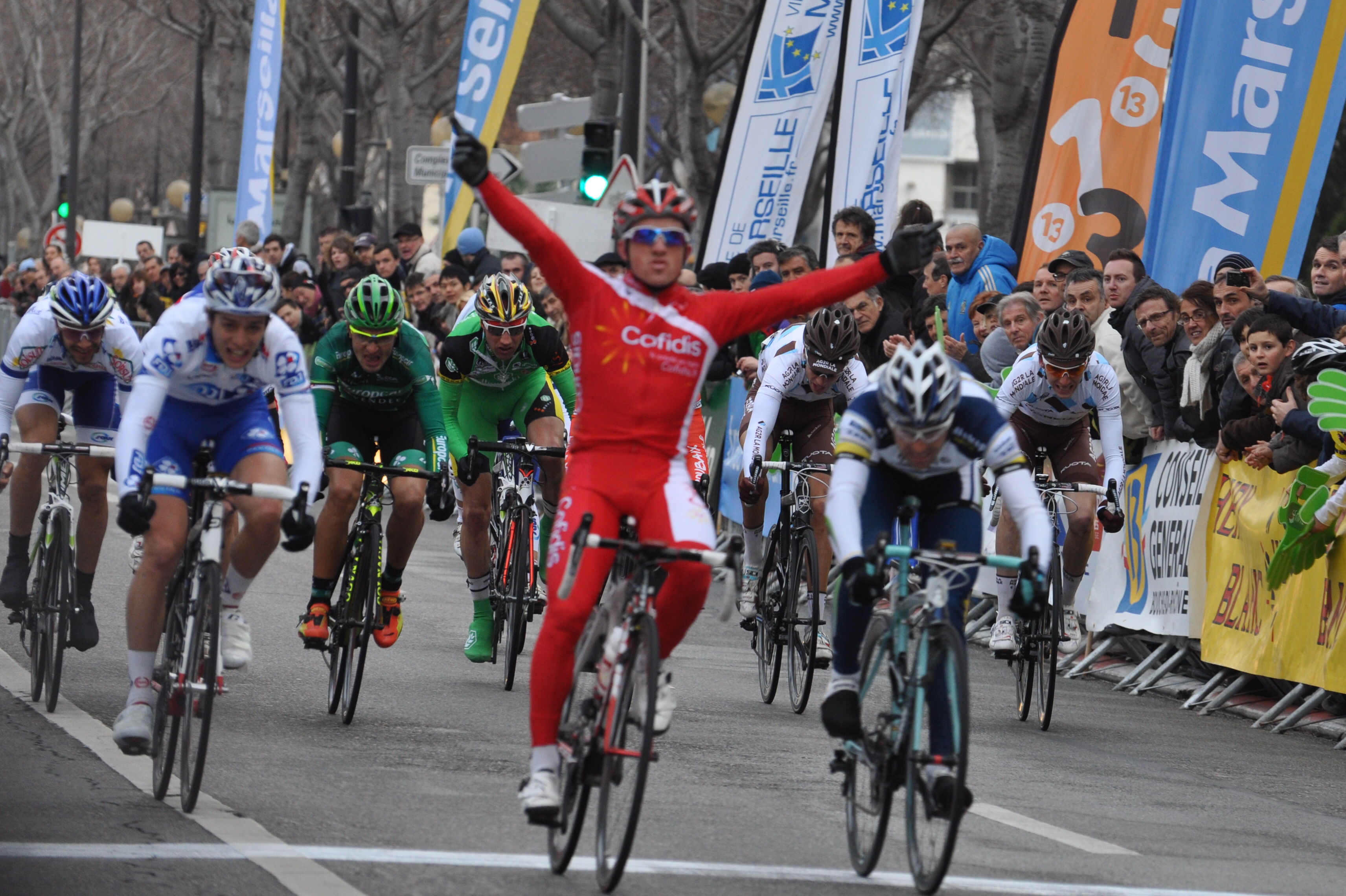
Victoire de Samuel Dumoulin.

### Participants

#### Équipes
Classé en catégorie 1.1 de l'UCI Europe Tour, le Grand Prix d'ouverture La Marseillaise est par conséquent ouvert aux UCI ProTeams dans la limite de 50 % des équipes participantes, aux équipes continentales professionnelles, aux équipes continentales et à des équipes nationales.
17 équipes participent à cette édition : 3 équipes ProTeams, 9 équipes continentales professionnelles et 5 équipes continentales.
| N.    | Code | Équipe                       | Type             |
| ----- | ---- | ---------------------------- | ---------------- |
| 01-08 | FDJ  | FDJ-BigMat                   | ProTeam          |
| 11-18 | VCD  | Vacansoleil-DCM              | ProTeam          |
| 21-28 | COF  | Cofidis                      | Continentale pro |
| 31-38 | PRO  | Project 1t4i                 | Continentale pro |
| 41-48 | EUC  | Europcar                     | Continentale pro |
| 51-58 | LAN  | Landbouwkrediet-Euphony      | Continentale pro |
| 61-68 | ALM  | AG2R La Mondiale             | ProTeam          |
| 71-78 | AUB  | Auber 93                     | Continentale     |
| 81-88 | TSV  | Topsport Vlaanderen-Mercator | Continentale pro |

| N.      | Code | Équipe                        | Type             |
| ------- | ---- | ----------------------------- | ---------------- |
| 91-98   | BSC  | Bretagne-Schuller             | Continentale pro |
| 101-108 | TT1  | Team Type 1-Sanofi            | Continentale pro |
| 111-118 | SAU  | Saur-Sojasun                  | Continentale pro |
| 121-128 | ACC  | Accent Jobs-Willems Veranda's | Continentale pro |
| 131-138 | RLM  | Roubaix Lille Métropole       | Continentale     |
| 141-148 | LPM  | La Pomme Marseille            | Continentale     |
| 151-158 | SKT  | An Post-Sean Kelly            | Continentale     |
| 161-168 | VRU  | Véranda Rideau-Super U        | Continentale     |

#### Liste des participants
| #  | Dossard de départ porté par le coureur sur cette course    | Pos. | Position finale                                                    |                                                                    |                                                                    |
|    | Indique le vainqueur de la course                          |      | Indique le vainqueur du Grand Prix de la Montagne                  |                                                                    |                                                                    |
|    | Indique le vainqueur du Classement du meilleur jeune       |      | Indique le vainqueur du classement par équipes                     |                                                                    |                                                                    |
| NP | Indique un coureur qui n'a pas pris le départ de la course | AB   | Indique un coureur qui n'a pas terminé la course                   |                                                                    |                                                                    |
| HD | Indique un coureur qui a terminé la course hors des délais | *    | Indique un coureur en lice pour le classement des meilleurs jeunes | Indique un coureur en lice pour le classement des meilleurs jeunes | Indique un coureur en lice pour le classement des meilleurs jeunes |

| FDJ-BigMat FDJ                      | FDJ-BigMat FDJ          | FDJ-BigMat FDJ | FDJ-BigMat FDJ |
| ----------------------------------- | ----------------------- | -------------- | -------------- |
| #                                   | Coureur                 | Âge            | Pos.           |
| 01                                  | Kenny Elissonde (FRA)*  | 20             | HD             |
| 02                                  | Arnaud Gérard (FRA)     | 27             | HD             |
| 03                                  | Anthony Geslin (FRA)    | 31             | 62e            |
| 04                                  | Arnold Jeannesson (FRA) | 26             | 59e            |
| 05                                  | Rémi Pauriol (FRA)      | 29             | 22e            |
| 06                                  | Cédric Pineau (FRA)     | 26             | 50e            |
| 07                                  | Thibaut Pinot (FRA)*    | 21             | 14e            |
| 08                                  | Arthur Vichot (FRA)*    | 23             | 3e             |
| Directeur sportif : Thierry Bricaud |                         |                |                |

| Vacansoleil-DCM VCD                          | Vacansoleil-DCM VCD      | Vacansoleil-DCM VCD | Vacansoleil-DCM VCD |
| -------------------------------------------- | ------------------------ | ------------------- | ------------------- |
| #                                            | Coureur                  | Âge                 | Pos.                |
| 11                                           | Kris Boeckmans (BEL)     | 24                  | 66e                 |
| 12                                           | Romain Feillu (FRA)      | 27                  | 27e                 |
| 13                                           | Martijn Keizer (NED)*    | 23                  | AB                  |
| 14                                           | Björn Leukemans (BEL)    | 34                  | 17e                 |
| 15                                           | Bert-Jan Lindeman (NED)* | 22                  | AB                  |
| 16                                           | Marco Marcato (ITA)      | 27                  | 2e                  |
| 17                                           | Frederik Veuchelen (BEL) | 33                  | 57e                 |
| 18                                           | Lieuwe Westra (NED)      | 29                  | 15e                 |
| Directeur sportif : Hilaire Van der Schueren |                          |                     |                     |

| Cofidis, le crédit en ligne COF | Cofidis, le crédit en ligne COF | Cofidis, le crédit en ligne COF | Cofidis, le crédit en ligne COF |
| ------------------------------- | ------------------------------- | ------------------------------- | ------------------------------- |
| #                               | Coureur                         | Âge                             | Pos.                            |
| 21                              | Yoann Bagot (FRA)               | 24                              | 24e                             |
| 22                              | Rein Taaramäe (EST)             | 24                              | 72e                             |
| 23                              | Samuel Dumoulin (FRA)           | 31                              | 1er                             |
| 24                              | Rémy Di Grégorio (FRA)          | 26                              | 11e                             |
| 25                              | Nicolas Edet (FRA)              | 24                              | AB                              |
| 26                              | Arnaud Labbe (FRA)              | 35                              | HD                              |
| 27                              | Jean-Eudes Demaret (FRA)        | 27                              | AB                              |
| 28                              | Romain Zingle (BEL)             | 25                              | 52e                             |
| Directeur sportif : Didier Rous |                                 |                                 |                                 |

| Project 1t4i PRO                         | Project 1t4i PRO          | Project 1t4i PRO | Project 1t4i PRO |
| ---------------------------------------- | ------------------------- | ---------------- | ---------------- |
| #                                        | Coureur                   | Âge              | Pos.             |
| 31                                       | Thomas Damuseau (FRA)*    | 22               | AB               |
| 32                                       | Yann Huguet (FRA)         | 27               | 54e              |
| 33                                       | Thomas Bonnin (FRA)*      | 22               | AB               |
| 34                                       | Matthieu Sprick (FRA)     | 30               | HD               |
| 35                                       | Thierry Hupond (FRA)      | 27               | HD               |
| 36                                       | Bert De Backer (BEL)      | 27               | AB               |
| 37                                       | Tom Stamsnijder (NED)     | 26               | HD               |
| 38                                       | Ronan van Zandbeek (NED)* | 23               | AB               |
| Directeur sportif : Christian Guiberteau |                           |                  |                  |

| Europcar EUC                          | Europcar EUC              | Europcar EUC | Europcar EUC | Europcar EUC |
| ------------------------------------- | ------------------------- | ------------ | ------------ | ------------ |
| #                                     | Coureur                   | Âge          | Pos.         |              |
| 41                                    | Giovanni Bernaudeau (FRA) | 28           | 71e          |              |
| 42                                    | Anthony Charteau (FRA)    | 32           | AB           |              |
| 43                                    | Angélo Tulik (FRA)*       | 21           | AB           |              |
| 44                                    | Alexandre Pichot (FRA)    | 29           | 37e          |              |
| 45                                    | Jérôme Cousin (FRA)*      | 22           | 82e          |              |
| 46                                    | Tony Hurel (FRA)          | 24           | AB           |              |
| 47                                    | Vincent Jérôme (FRA)      | 27           | 61e          |              |
| 48                                    | Davide Malacarne (ITA)    | 24           | 5e           |              |
| Directeur sportif : Dominique Arnould |                           |              |              |              |

| Landbouwkrediet-Euphony LAN       | Landbouwkrediet-Euphony LAN | Landbouwkrediet-Euphony LAN | Landbouwkrediet-Euphony LAN | Landbouwkrediet-Euphony LAN |
| --------------------------------- | --------------------------- | --------------------------- | --------------------------- | --------------------------- |
| #                                 | Coureur                     | Âge                         | Pos.                        |                             |
| 51                                | Bert De Waele (BEL)         | 36                          | 10e                         |                             |
| 52                                | Frédéric Amorison (BEL)     | 33                          | 63e                         |                             |
| 53                                | Koen Barbé (BEL)            | 31                          | 35e                         |                             |
| 54                                | Dirk Bellemakers (NED)      | 28                          | 41e                         |                             |
| 55                                | Egidijus Juodvalkis (LTU)*  | 23                          | AB                          |                             |
| 56                                | Bobbie Traksel (NED)        | 30                          | 16e                         |                             |
| 57                                | Davy Commeyne (BEL)         | 31                          | 30e                         |                             |
| 58                                | Kurt Hovelijnck (BEL)       | 30                          | 77e                         |                             |
| Directeur sportif : Gérard Bulens |                             |                             |                             |                             |

| AG2R La Mondiale ALM              | AG2R La Mondiale ALM      | AG2R La Mondiale ALM | AG2R La Mondiale ALM | AG2R La Mondiale ALM |
| --------------------------------- | ------------------------- | -------------------- | -------------------- | -------------------- |
| #                                 | Coureur                   | Âge                  | Pos.                 |                      |
| 61                                | Anthony Ravard (FRA)      | 28                   | 56e                  |                      |
| 62                                | Romain Bardet (FRA)*      | 21                   | 12e                  |                      |
| 63                                | Guillaume Bonnafond (FRA) | 24                   | 70e                  |                      |
| 64                                | Maxime Bouet (FRA)        | 25                   | 21e                  |                      |
| 65                                | Mikaël Cherel (FRA)       | 25                   | 8e                   |                      |
| 66                                | Ben Gastauer (LUX)        | 24                   | 25e                  |                      |
| 67                                | Lloyd Mondory (FRA)       | 29                   | 55e                  |                      |
| 68                                | Hubert Dupont (FRA)       | 31                   | 65e                  |                      |
| Directeur sportif : Julien Jurdie |                           |                      |                      |                      |

| Auber 93 AUB                     | Auber 93 AUB           | Auber 93 AUB | Auber 93 AUB | Auber 93 AUB |
| -------------------------------- | ---------------------- | ------------ | ------------ | ------------ |
| #                                | Coureur                | Âge          | Pos.         |              |
| 71                               | Romain Bacon (FRA)*    | 20           | HD           |              |
| 72                               | Nicolas Rousseau (FRA) | 28           | AB           |              |
| 73                               | Guillaume Faucon (FRA) | 25           | 68e          |              |
| 74                               | Johan Mombaerts (FRA)  | 27           | HD           |              |
| 75                               | Ronan Racault (FRA)*   | 23           | AB           |              |
| 76                               | Mathieu Drujon (FRA)   | 28           | AB           |              |
| 77                               | Jonathan Thiré (FRA)   | 25           | HD           |              |
| 78                               | Steven Tronet (FRA)    | 25           | HD           |              |
| Directeur sportif : Guy Gallopin |                        |              |              |              |

| Topsport Vlaanderen-Mercator TSV      | Topsport Vlaanderen-Mercator TSV | Topsport Vlaanderen-Mercator TSV | Topsport Vlaanderen-Mercator TSV | Topsport Vlaanderen-Mercator TSV |
| ------------------------------------- | -------------------------------- | -------------------------------- | -------------------------------- | -------------------------------- |
| #                                     | Coureur                          | Âge                              | Pos.                             |                                  |
| 81                                    | Pieter Serry (BEL)*              | 23                               | 9e                               |                                  |
| 82                                    | Sander Armée (BEL)               | 26                               | 60e                              |                                  |
| 83                                    | Dominique Cornu (BEL)            | 26                               | AB                               |                                  |
| 84                                    | Jelle Wallays (BEL)*             | 22                               | 40e                              |                                  |
| 85                                    | Laurens De Vreese (BEL)*         | 23                               | 45e                              |                                  |
| 86                                    | Pieter Vanspeybrouck (BEL)       | 24                               | 48e                              |                                  |
| 87                                    | Preben Van Hecke (BEL)           | 29                               | 76e                              |                                  |
| 88                                    | Steven Van Vooren (BEL)          | 25                               | 74e                              |                                  |
| Directeur sportif : Walter Planckaert |                                  |                                  |                                  |                                  |

| Bretagne-Schuller BSC            | Bretagne-Schuller BSC  | Bretagne-Schuller BSC | Bretagne-Schuller BSC | Bretagne-Schuller BSC |
| -------------------------------- | ---------------------- | --------------------- | --------------------- | --------------------- |
| #                                | Coureur                | Âge                   | Pos.                  |                       |
| 91                               | Florian Vachon (FRA)   | 27                    | 34e                   |                       |
| 92                               | Romain Hardy (FRA)*    | 23                    | 6e                    |                       |
| 93                               | Jean-Marc Bideau (FRA) | 27                    | 29e                   |                       |
| 94                               | Jean-Luc Delpech (FRA) | 32                    | AB                    |                       |
| 95                               | Laurent Pichon (FRA)   | 25                    | 53e                   |                       |
| 96                               | Dimitri Champion (FRA) | 28                    | HD                    |                       |
| 97                               | Armindo Fonseca (FRA)* | 22                    | 31e                   |                       |
| 98                               | Gaël Malacarne (FRA)   | 25                    | HD                    |                       |
| Directeur sportif : Roger Trehin |                        |                       |                       |                       |

| Type 1-Sanofi TT1                     | Type 1-Sanofi TT1       | Type 1-Sanofi TT1 | Type 1-Sanofi TT1 | Type 1-Sanofi TT1 |
| ------------------------------------- | ----------------------- | ----------------- | ----------------- | ----------------- |
| #                                     | Coureur                 | Âge               | Pos.              |                   |
| 101                                   | László Bodrogi (FRA)    | 35                | 46e               |                   |
| 102                                   | Rémi Cusin (FRA)        | 25                | 58e               |                   |
| 103                                   | Julien El Fares (FRA)   | 26                | 18e               |                   |
| 104                                   | Julien Antomarchi (FRA) | 27                | HD                |                   |
| 105                                   | Javier Mejías (ESP)     | 28                | 47e               |                   |
| 106                                   | Jure Kocjan (SLO)       | 27                | HD                |                   |
| 107                                   | Daniele Colli (ITA)     | 29                | 67e               |                   |
| 108                                   | Georg Preidler (AUT)*   | 21                | 26e               |                   |
| Directeur sportif : Vassili Davidenko |                         |                   |                   |                   |

| Saur-Sojasun SAU                    | Saur-Sojasun SAU         | Saur-Sojasun SAU | Saur-Sojasun SAU | Saur-Sojasun SAU |
| ----------------------------------- | ------------------------ | ---------------- | ---------------- | ---------------- |
| #                                   | Coureur                  | Âge              | Pos.             |                  |
| 111                                 | Anthony Delaplace (FRA)* | 22               | 51e              |                  |
| 112                                 | Jérémie Galland (FRA)    | 28               | 4e               |                  |
| 113                                 | Jonathan Hivert (FRA)    | 26               | 20e              |                  |
| 114                                 | David Le Lay (FRA)       | 32               | 13e              |                  |
| 115                                 | Cyril Lemoine (FRA)      | 28               | 19e              |                  |
| 116                                 | Stéphane Poulhiès (FRA)  | 26               | 64e              |                  |
| 117                                 | Julien Simon (FRA)       | 26               | 42e              |                  |
| 118                                 | Yannick Talabardon (FRA) | 30               | 73e              |                  |
| Directeur sportif : Lylian Lebreton |                          |                  |                  |                  |

| Accent Jobs-Willems Veranda's ACC   | Accent Jobs-Willems Veranda's ACC | Accent Jobs-Willems Veranda's ACC | Accent Jobs-Willems Veranda's ACC | Accent Jobs-Willems Veranda's ACC |
| ----------------------------------- | --------------------------------- | --------------------------------- | --------------------------------- | --------------------------------- |
| #                                   | Coureur                           | Âge                               | Pos.                              |                                   |
| 121                                 | Stefan van Dijk (NED)             | 36                                | AB                                |                                   |
| 122                                 | Leif Hoste (BEL)                  | 34                                | AB                                |                                   |
| 123                                 | Kevyn Ista (BEL)                  | 27                                | AB                                |                                   |
| 124                                 | Wim De Vocht (BEL)                | 29                                | HD                                |                                   |
| 125                                 | Andy Cappelle (BEL)               | 32                                | 79e                               |                                   |
| 126                                 | Jempy Drucker (LUX)               | 25                                | 43e                               |                                   |
| 127                                 | Staf Scheirlinckx (BEL)           | 32                                | 33e                               |                                   |
| 128                                 | Rob Goris (BEL)                   | 29                                | AB                                |                                   |
| Directeur sportif : Lucien Van Impe |                                   |                                   |                                   |                                   |

| Roubaix Lille Métropole RLM         | Roubaix Lille Métropole RLM | Roubaix Lille Métropole RLM | Roubaix Lille Métropole RLM | Roubaix Lille Métropole RLM |
| ----------------------------------- | --------------------------- | --------------------------- | --------------------------- | --------------------------- |
| #                                   | Coureur                     | Âge                         | Pos.                        |                             |
| 131                                 | Anthony Colin (FRA)         | 26                          | HD                          |                             |
| 132                                 | Loïc Desriac (FRA)*         | 22                          | AB                          |                             |
| 133                                 | Pierre Drancourt (FRA)      | 29                          | AB                          |                             |
| 134                                 | Denis Flahaut (FRA)         | 33                          | AB                          |                             |
| 135                                 | Julien Guay (FRA)           | 25                          | 7e                          |                             |
| 136                                 | Morgan Kneisky (FRA)        | 24                          | AB                          |                             |
| 137                                 | Kévin Lalouette (FRA)       | 27                          | HD                          |                             |
| 138                                 | Fabien Schmidt* (FRA)       | 22                          | HD                          |                             |
| Directeur sportif : Cyrille Guimard |                             |                             |                             |                             |

| La Pomme Marseille LPM                | La Pomme Marseille LPM     | La Pomme Marseille LPM | La Pomme Marseille LPM | La Pomme Marseille LPM |
| ------------------------------------- | -------------------------- | ---------------------- | ---------------------- | ---------------------- |
| #                                     | Coureur                    | Âge                    | Pos.                   |                        |
| 141                                   | Yohan Cauquil (FRA)        | 26                     | 80e                    |                        |
| 142                                   | Mathieu Delarozière (FRA)  | 26                     | AB                     |                        |
| 143                                   | Yannick Martinez (FRA)*    | 23                     | 39e                    |                        |
| 144                                   | Toms Skujiņš (LAT)*        | 20                     | HD                     |                        |
| 145                                   | Evaldas Šiškevičius (LTU)* | 23                     | AB                     |                        |
| 146                                   | Benjamin Giraud (FRA)      | 26                     | 32e                    |                        |
| 147                                   | Grégoire Tarride* (FRA)    | 20                     | 23e                    |                        |
| 148                                   | Clément Koretzky (FRA)*    | 21                     | 28e                    |                        |
| Directeur sportif : Frédéric Rostaing |                            |                        |                        |                        |

| An Post-Sean Kelly Team SKT       | An Post-Sean Kelly Team SKT | An Post-Sean Kelly Team SKT | An Post-Sean Kelly Team SKT | An Post-Sean Kelly Team SKT |
| --------------------------------- | --------------------------- | --------------------------- | --------------------------- | --------------------------- |
| #                                 | Coureur                     | Âge                         | Pos.                        |                             |
| 151                               | Niko Eeckhout (BEL)         | 41                          | HD                          |                             |
| 152                               | Kenneth Vanbilsen (BEL)*    | 21                          | AB                          |                             |
| 153                               | Pieter Ghyllebert (BEL)     | 29                          | 81e                         |                             |
| 154                               | Gediminas Bagdonas (LTU)*   | 26                          | 36e                         |                             |
| 155                               | Sean Downey (IRL)*          | 21                          | HD                          |                             |
| 156                               | Mark McNally (GBR)*         | 22                          | 38e                         |                             |
| 157                               | Stijn Ennekens (BEL)        | 27                          | HD                          |                             |
| 158                               | Ronan McLaughlin (IRL)      | 24                          | 69e                         |                             |
| Directeur sportif : Kurt Bogaerts |                             |                             |                             |                             |

| Véranda Rideau-Super U VRU         | Véranda Rideau-Super U VRU | Véranda Rideau-Super U VRU | Véranda Rideau-Super U VRU | Véranda Rideau-Super U VRU |
| ---------------------------------- | -------------------------- | -------------------------- | -------------------------- | -------------------------- |
| #                                  | Coureur                    | Âge                        | Pos.                       |                            |
| 161                                | Freddy Bichot (FRA)        | 32                         | HD                         |                            |
| 162                                | Justin Jules (FRA)         | 25                         | AB                         |                            |
| 163                                | Arnaud Molmy (FRA)*        | 23                         | HD                         |                            |
| 164                                | Franck Vermeulen (FRA)     | 35                         | 49e                        |                            |
| 165                                | Benoît Jarrier (FRA)       | 22                         | 78e                        |                            |
| 166                                | Guillaume Malle (FRA)      | 26                         | HD                         |                            |
| 167                                | Tomasz Olejnik (POL)       | 26                         | 44e                        |                            |
| 168                                | Mickael Olejnik (POL)*     | 31                         | 75e                        |                            |
| Directeur sportif : Mickaël Leveau |                            |                            |                            |                            |

### Parcours
Le départ fictif est donné devant le Conseil général des Bouches-du-Rhône au nord de Marseille, comme lors des précédentes éditions. Après un défilé de 9 km, les coureurs franchissent la ligne du départ réel à Allauch. Le parcours prévoit ensuite de remonter vers le nord jusqu'à Châteauneuf-le-Rouge puis de  passer par Trets et Saint-Zacharie, marquant ainsi un court passage dans le département du Var. La boucle redescend jusqu'à Cassis, puis le retour vers Marseille se fait par le Col de la Gineste. L'arrivée se trouve sur le boulevard Michelet devant le Stade Vélodrome.
Le parcours comprend notamment trois côtes comptant pour le Grand Prix de la Montagne (les trois premiers en haut de chacune de ces côtes remportent respectivement 6, 4 et 2 points).
| Kilomètre | Nom                          |
| --------- | ---------------------------- |
| 62,2      | Col du Petit Galibier        |
| 95,5      | Col de l'Espigoulier         |
| 118,1     | Sommet Julhan - Les Bastides |

## Résumé de la course
Le départ est donné à Allauch sous un temps incertain et sur une route humide. Le début de la course est marqué par de vaines tentatives d'échappées. Seuls Rein Taaramäe et Clément Koretzky parviennent à prendre un peu d'avance sur le peloton au kilomètre 7 avant d'être rejoints au niveau du sommet les Termes. Un groupe de six coureurs (Cyril Lemoine, Guillaume Bonnafond, Rémi Pauriol, Bert-Jan Lindeman, Rein Taaramäe et Rémi Cusin) parvient ensuite à s'échapper et prendre rapidement plusieurs minutes d'avance sur le peloton. Le groupe compte 2 min 20 d'avance au kilomètre 31. L'effectif du groupe des échappés sera porté à sept avec l'arrivée de Franck Vermeulen, puis le peloton rattrape son retard après la descente de l'Espigoulier au kilomètre 106.
C'est après le troisième col comptant pour le Grand Prix de la Montagne que s'organisent des attaques. La tête de la course ne cesse de varier aux tentatives des coureurs. En arrivant sur le boulevard Michelet, un groupe de 15 coureurs se dispute la victoire. C'est finalement au sprint que le Français Samuel Dumoulin s'impose devant l'Italien Marco Marcato et son compatriote Arthur Vichot.

## Résultats

### Classement général
| Classement général | Classement général | Classement général | Classement général           | Classement général |
|                    | Coureur            | Pays               | Équipe                       | Temps              |
| ------------------ | ------------------ | ------------------ | ---------------------------- | ------------------ |
| 1er                | Samuel Dumoulin    | FRA                | Cofidis                      | en 3 h 39 min 29 s |
| 2e                 | Marco Marcato      | ITA                | Vacansoleil-DCM              | m.t                |
| 3e                 | Arthur Vichot      | FRA                | FDJ-BigMat                   | m.t                |
| 4e                 | Jérémie Galland    | FRA                | Saur-Sojasun                 | m.t                |
| 5e                 | Davide Malacarne   | ITA                | Europcar                     | m.t                |
| 6e                 | Romain Hardy       | FRA                | Bretagne-Schuller            | m.t                |
| 7e                 | Julien Guay        | FRA                | Roubaix Lille Métropole      | m.t                |
| 8e                 | Mikaël Cherel      | FRA                | AG2R La Mondiale             | m.t                |
| 9e                 | Pieter Serry       | BEL                | Topsport Vlaanderen-Mercator | m.t                |
| 10e                | Bert De Waele      | BEL                | Landbouwkrediet-Euphony      | m.t                |
| 11e                | Rémy Di Grégorio   | FRA                | Cofidis                      | m.t                |
| 12e                | Romain Bardet      | FRA                | AG2R La Mondiale             | m.t                |
| 13e                | David Le Lay       | FRA                | Saur-Sojasun                 | m.t                |
| 14e                | Thibaut Pinot      | FRA                | FDJ-BigMat                   | + 6 s              |
| 15e                | Lieuwe Westra      | NED                | Vacansoleil-DCM              | m.t                |
| 16e                | Bobbie Traksel     | NED                | Landbouwkrediet-Euphony      | + 30 s             |
| 17e                | Björn Leukemans    | BEL                | Vacansoleil-DCM              | m.t                |
| 18e                | Julien El Fares    | FRA                | Type 1-Sanofi                | m.t                |
| 19e                | Cyril Lemoine      | FRA                | Saur-Sojasun                 | m.t                |
| 20e                | Jonathan Hivert    | FRA                | Saur-Sojasun                 | m.t                |
| 21e                | Maxime Bouet       | FRA                | AG2R La Mondiale             | m.t                |
| 22e                | Rémi Pauriol       | FRA                | FDJ-BigMat                   | m.t                |
| 23e                | Grégoire Tarride   | FRA                | La Pomme Marseille           | m.t                |
| 24e                | Yoann Bagot        | FRA                | Cofidis                      | m.t                |
| 25e                | Ben Gastauer       | LUX                | AG2R La Mondiale             | + 34 s             |
| modifier           |                    |                    |                              |                    |

### Grand Prix de la Montagne

#### Classements intermédiaires
Col du Petit Galibier (km 62,2)
|   | Coureur             | Équipe           | Points |
| - | ------------------- | ---------------- | ------ |
| 1 | Guillaume Bonnafond | AG2R La Mondiale | 6      |
| 2 | Rein Taaramäe       | Cofidis          | 4      |
| 3 | Bert-Jan Lindeman   | Vacansoleil-DCM  | 2      |

Col de l'Espigoulier (km 95,5)
|   | Coureur             | Équipe           | Points |
| - | ------------------- | ---------------- | ------ |
| 1 | Rémi Pauriol        | FDJ-BigMat       | 6      |
| 2 | Guillaume Bonnafond | AG2R La Mondiale | 4      |
| 3 | Cyril Lemoine       | Saur-Sojasun     | 2      |

Sommet Julhan (km 118,1)
|   | Coureur          | Équipe          | Points |
| - | ---------------- | --------------- | ------ |
| 1 | Davide Malacarne | Europcar        | 6      |
| 2 | David Le Lay     | Saur-Sojasun    | 4      |
| 3 | Marco Marcato    | Vacansoleil-DCM | 2      |

#### Classement final
| Classement du Grand Prix de la montagne | Classement du Grand Prix de la montagne | Classement du Grand Prix de la montagne | Classement du Grand Prix de la montagne | Classement du Grand Prix de la montagne |
| --------------------------------------- | --------------------------------------- | --------------------------------------- | --------------------------------------- | --------------------------------------- |
|                                         | Coureur                                 | Pays                                    | Équipe                                  | Point(s)                                |
| 1er                                     | Guillaume Bonnafond                     | FRA                                     | AG2R La Mondiale                        | 10 points                               |
| 2e                                      | Davide Malacarne                        | ITA                                     | Europcar                                | 6 pts                                   |
| 3e                                      | Rémi Pauriol                            | FRA                                     | FDJ-BigMat                              | 6 pts                                   |
| 4e                                      | David Le Lay                            | FRA                                     | Saur-Sojasun                            | 4 pts                                   |
| 5e                                      | Rein Taaramäe                           | EST                                     | Cofidis                                 | 4 pts                                   |
| 6e                                      | Bert-Jan Lindeman                       | NED                                     | Vacansoleil-DCM                         | 2 pts                                   |
| 7e                                      | Marco Marcato                           | ITA                                     | Vacansoleil-DCM                         | 2 pts                                   |
| 8e                                      | Cyril Lemoine                           | FRA                                     | Saur-Sojasun                            | 2 pts                                   |
| modifier                                |                                         |                                         |                                         |                                         |

### Classement du meilleur jeune
| Classement général du meilleur jeune | Classement général du meilleur jeune | Classement général du meilleur jeune | Classement général du meilleur jeune | Classement général du meilleur jeune |
|                                      | Coureur                              | Pays                                 | Équipe                               | Temps                                |
| ------------------------------------ | ------------------------------------ | ------------------------------------ | ------------------------------------ | ------------------------------------ |
| 1er                                  | Arthur Vichot                        | FRA                                  | FDJ-BigMat                           | en 3 h 39 min 29 s                   |
| 2e                                   | Romain Hardy                         | FRA                                  | Bretagne-Schuller                    | m.t                                  |
| 3e                                   | Pieter Serry                         | BEL                                  | Topsport Vlaanderen-Mercator         | m.t                                  |
| 4e                                   | Romain Bardet                        | FRA                                  | AG2R La Mondiale                     | m.t                                  |
| 5e                                   | Thibaut Pinot                        | FRA                                  | FDJ-BigMat                           | + 6 s                                |
| 6e                                   | Grégoire Tarride                     | FRA                                  | La Pomme Marseille                   | + 30 s                               |
| 7e                                   | Georg Preidler                       | AUT                                  | Type 1-Sanofi                        | + 1 min 57 s                         |
| 8e                                   | Clément Koretzky                     | FRA                                  | La Pomme Marseille                   | + 2 min 23 s                         |
| 9e                                   | Armindo Fonseca                      | FRA                                  | Bretagne-Schuller                    | m.t                                  |
| 10e                                  | Gediminas Bagdonas                   | LTU                                  | An Post-Sean Kelly Team              | m.t                                  |
| modifier                             |                                      |                                      |                                      |                                      |